# 季開生
季開生（1627年—1659年），字天中，號冠月，江南省泰兴县人。
其父季寓庸是 江南富戶。開生文才卓越，有江南才子之稱。順治六年（1649年）進士，為翰林院庶吉士，未散館，改禮科給事中、兵科右給事中。
順治十二年（1655年），乾清宮建成，朝廷撥款派內監往江南採購設備，民間傳言是去揚州買女子，季開生上疏極諫獲罪，順治大怒，以「妄捏瀆奏，肆誣沽直，甚屬可惡」，被杖一百，流戍遼東尚陽堡，四年後為光棍毆死，“有司不問，疑有主使者”。後來順治帝下罪己诏：“季开生建言，原是为我考虑，准复官归葬，荫一子入监读书”。史家稱其為“清朝第一諫臣”。著有《戇臣詩稿》。